# Boeing X-32
Die Boeing X-32 ist ein Technologiedemonstrator, der im Joint-Strike-Fighter-Programm gegen den Technologiedemonstrator Lockheed Martin X-35 antrat.

## Beschreibung
Die Anforderungen für den JSF (Joint Strike Fighter) entstanden im Joint-Advanced-Strike-Technology-Programm. Die X-32 trat gegen die von Lockheed Martin entwickelte X-35 an.
Am 26. Oktober 2001 wurde dann entschieden, dass der Konstruktionsvertrag für den zukünftigen Joint Strike Fighter an Lockheed Martin vergeben wird, woraufhin die Weiterentwicklung eingestellt wurde.
Der Entwurf der X-32 war relativ ungewöhnlich – vor allem im Vergleich zur eher konventionellen X-35 – und hatte deltaförmige große Tragflächen, die sehr dick und damit stabil waren und über 8.000 kg Treibstoff aufnehmen konnten. Spätere Entwürfe sahen eine eher konventionelle Kombination von – immer noch aus einem Stück bestehenden – Pfeilflügeln und Höhenrudern am Heck vor. Der Rumpf hängt wie ein vorne und hinten geöffneter Kasten unter den Tragflächen. An der vorderen Öffnung befindet sich der eckige Lufteinlass für das Triebwerk, welches relativ weit vorne im Rumpf montiert ist. Seitlich des Luft- und Triebwerksschachts befinden sich vorne die Avionik und im mittleren Bereich die beiden Waffenschächte, in denen Platz für je eine JDAM und eine AIM-120 AMRAAM ist. Das Hauptfahrwerk wird in die Tragflächen eingefahren, das Bugfahrwerk unter den Lufteinlauf. Das Flugzeug sollte Stealth-Eigenschaften besitzen, aber relativ günstig produziert werden, was durch dieses ungewöhnliche Design erreicht wurde.
Das verwendete Triebwerk ist ein Pratt & Whitney JSF119-614, eine modifizierte Version des F119 der F-22. Die rechteckige Düse kann für Kurz- und Senkrechtlandung verschlossen werden. Der komplette Schub wird dann durch zwei am Schwerpunkt platzierte Schwenkdüsen nach unten umgelenkt. Zur Stabilisation befinden sich mehrere Steuerdüsen in Bug, Heck und Tragflächen.
Es wurden drei Versionen der X-32 entworfen. Das Grundmodell für die US Air Force, eine Version für die US Navy mit verstärktem Fahrwerk, größeren Tragflächen und Fanghaken sowie die Version für die US Marines, welche kurzstarten und senkrecht landen kann (STOVL-Version).

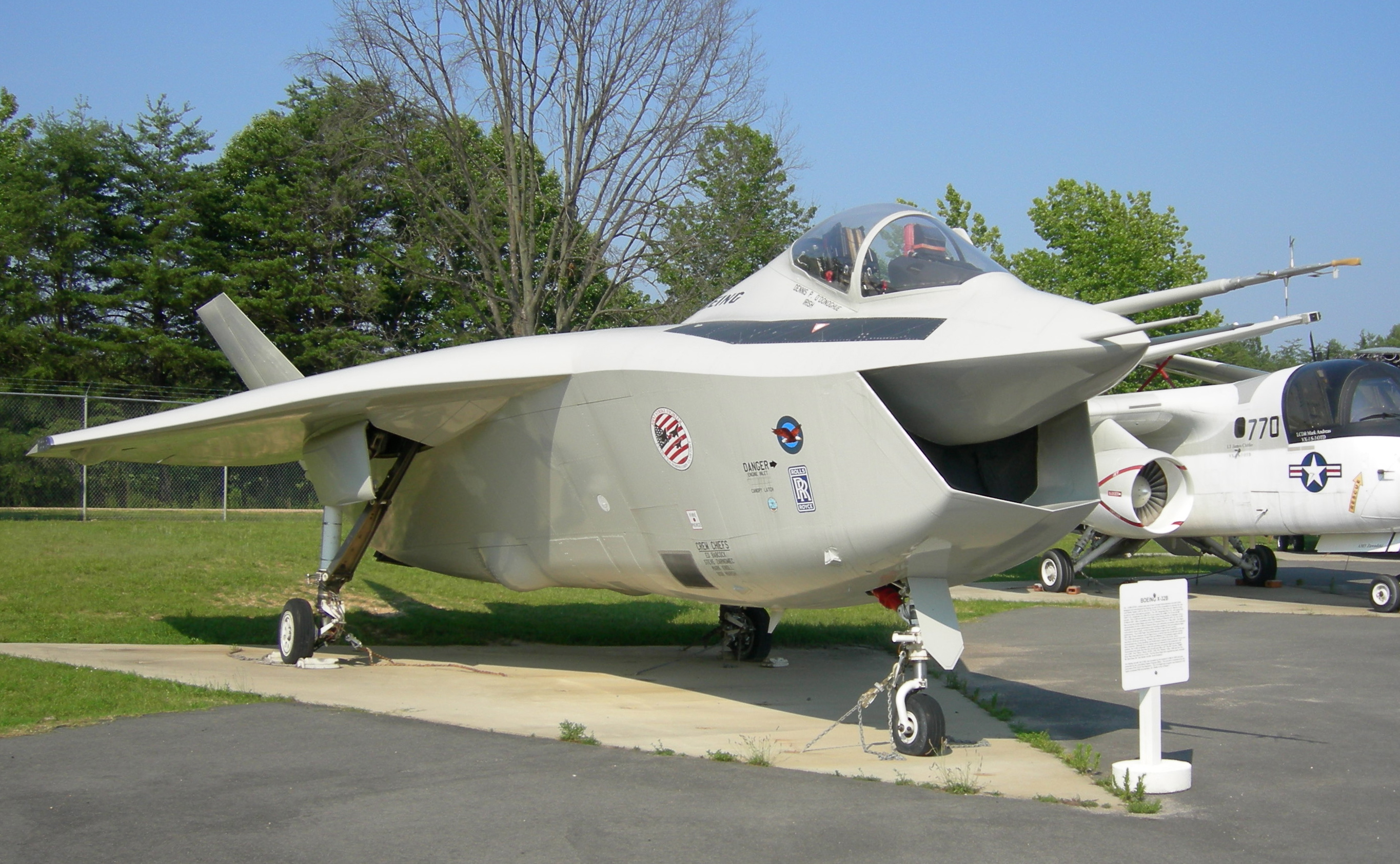
X-32B

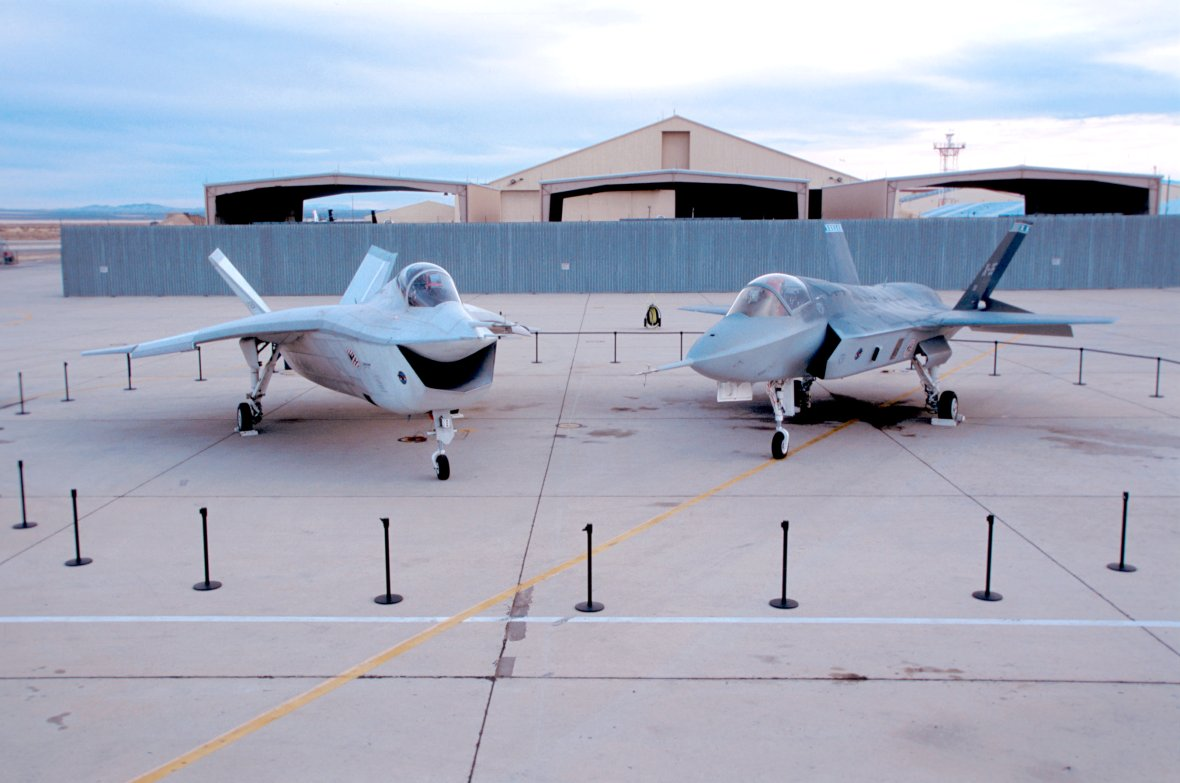
X-32 und X-35

Von Boeing wurden zwei flugfähige Maschinen gebaut.
Der Erstflug des Technologiedemonstrators X-32A fand am 18. September 2000 von Palmdale zur Edwards Air Force Base statt. Die X-32B, welche die Kurzstart- und Senkrechtlandefähigkeiten demonstrierte, hatte ihren Erstflug am 29. März 2001. Sie wies gegenüber der X-32A geringere Maße auf. Der Übergang in den Schwebeflug wurde erstmals am 24. Juni 2001 erprobt, die erste Senkrechtlandung war am 27. Juni 2001 auf der Patuxent River Naval Air Station.
Die X-32 ist kleiner, schneller und wendiger als die X-35, konnte jedoch weniger Nutzlast mit sich führen. Die Flugversuche der X-32B wurden beispielsweise mit einem verkürzten Lufteinlauf durchgeführt, um Gewicht zu sparen.
Das Cockpit wies hochauflösende Bildschirme zur Steuerung auf, viele Funktionen ließen sich durch Sprachbefehle oder Displayeinspiegelungen in den Helm des Piloten steuern.
Die X-32A ist zurzeit im National Museum of the United States Air Force (Dayton, Ohio) und wird restauriert. Sie wurde am 3. Februar 2001 nach mehr als 60 Einsätzen und 50 Flugstunden außer Dienst gestellt. Die X-32B hatte bis zu ihrer Außerdienststellung am 28. Juli 2001 78 Testmissionen und 43 Flugstunden absolviert. Seit dem 31. März 2005 ist die X-32B im Patuxent River Naval Air Museum (Maryland) neben der X-35C ausgestellt.

## Technische Daten
| Kenngröße                | Daten X-32A                                                                                             | Daten X-32B |
| ------------------------ | --- | ----------- |
| Besatzung                | 1 | 1           |
| Länge                    | 15,47 m                                                                                                 | 14,03 m     |
| Spannweite               | 10,97 m                                                                                                 | 9,15 m      |
| Flügelfläche             | 54,8 m²                                                                                                 | 46,82 m²    |
| Flügelstreckung          | 2,19 |             |

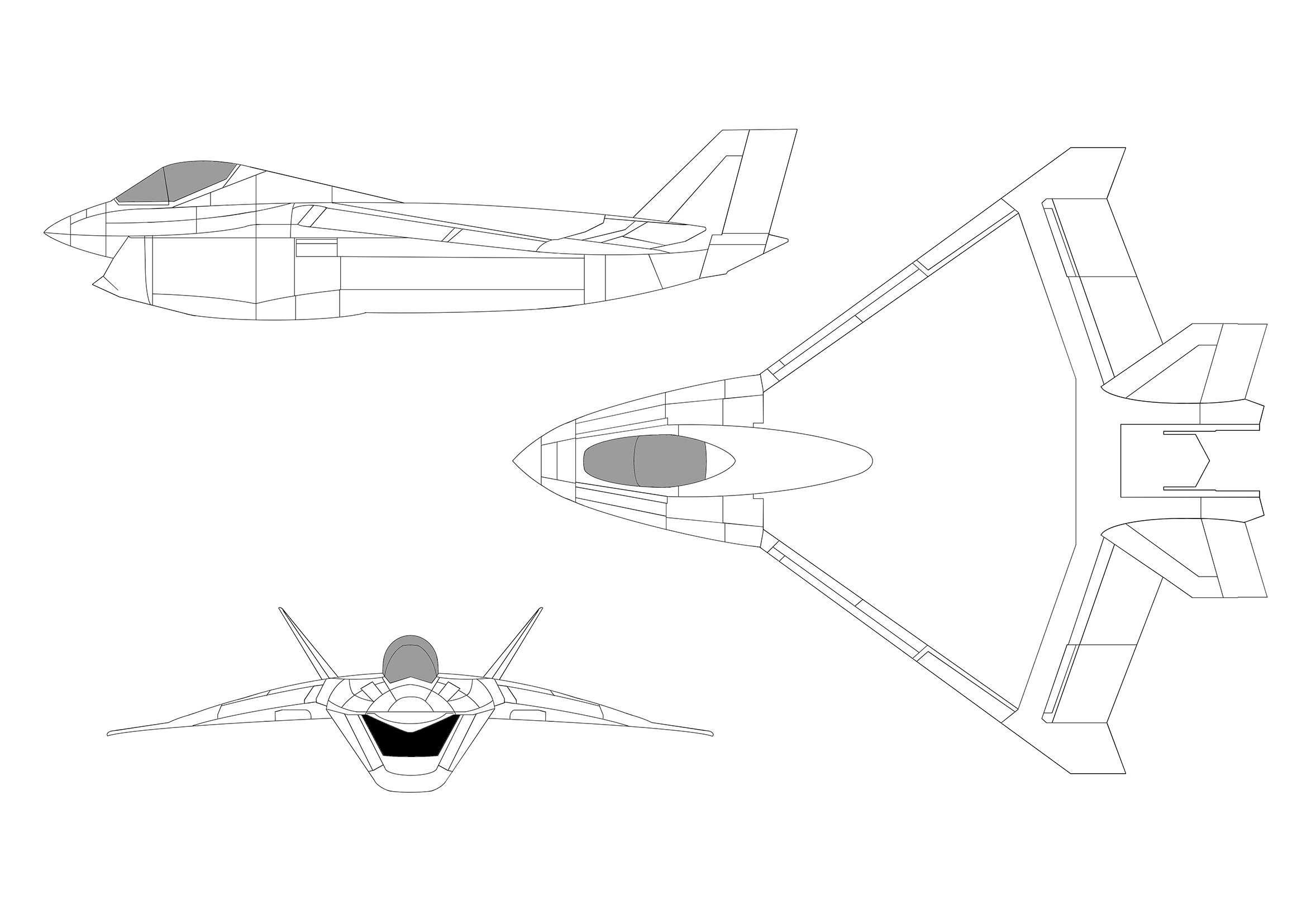
Seitenriss

| Flächenbelastung         | - minimal (Leermasse): 186 kg/m² - maximal (max. Startmasse): 414 kg/m²                                 |             |
| Höhe                     | 5,28 m                                                                                                  | 4,02 m      |
| Leermasse                | ca. 10.200 kg                                                                                           |             |
| max. Startmasse          | ca. 22.700 kg                                                                                           |             |
| g-Limits                 | −3/+9g                                                                                                  |             |
| Höchstgeschwindigkeit    | Mach 1,5 bzw. 1593 km/h (mit Nachbrenner auf optimaler Höhe)                                            |             |
| Dienstgipfelhöhe         | 16.700 m                                                                                                |             |
| Einsatzradius            | ca. 1100 km mit zwei 900-kg-Bomben                                                                      |             |
| Triebwerk                | ein General Electric YF-120-FX oder ein Pratt & Whitney JSF119-614-Mantelstromtriebwerk                 |             |
| Schubkraft               | - mit Nachbrenner: 155,69 kN bzw. 178 kN (GE-Triebwerk) - ohne Nachbrenner: 124,59 kN                   |             |
| Schub-Gewicht-Verhältnis | - maximal (Leermasse): 1,56 - minimal (max. Startmasse): 0,7                                            |             |
| Bewaffnung               | eine 27-mm-Kanone Mauser BK-27 ca. 5400 kg Waffenlast in zwei Waffenschächten und externen Aufhängungen |             |